# Bombon (Camarines Sur)
Bombon è una municipalità di quinta classe delle Filippine, situata nella Provincia di Camarines Sur, nella Regione del Bicol.
Bombon è formata da 8 baranggay:
- Pagao (San Juan)
- San Antonio
- San Francisco
- San Isidro (Pob.)
- San Jose (Pob.)
- San Roque (Pob.)
- Siembre
- Santo Domingo